# توماس ميرفي (سياسي)
توماس ميرفي (بالإنجليزية: Thomas Murphy) هو سياسي أمريكي، ولد في 1821، وتوفي في 1 أغسطس 1901 بسبب اعتلال الكلية. حزبياً، نشط في الحزب الجمهوري.